# Visolotto
Le Visolotto est une montagne qui s'élève à 3 346 ou 3 348 m d'altitude immédiatement au nord du mont Viso, dans les Alpes cottiennes, dans la province de Coni en Italie.